# Itea kwangsiensis
Itea kwangsiensis är en tvåhjärtbladig växtart som beskrevs av Ho Tseng Chang. Itea kwangsiensis ingår i släktet Itea och familjen Iteaceae. Inga underarter finns listade i Catalogue of Life.